# Rippach
Rippach är en ortsteil i staden Lützen i Burgenlandkreis i förbundslandet Sachsen-Anhalt i Tyskland. Rippach var en kommun fram till den 1 januari 2010 när den uppgick i Lützen. Rippach hade 661 invånare 2009.